# Pierre Gauthier
Pierre Gauthier (* 28. Mai 1953 in Montréal, Québec) ist ein kanadischer Eishockeyfunktionär in der National Hockey League.

## Karriere
Gauthier begann seine Laufbahn in der National Hockey League bei den Québec Nordiques, für die er in unterschiedlichen Positionen zwischen 1981 und 1993 im Bereich Scouting tätig war. Anschließend schloss er sich dem neugegründeten Franchise der Mighty Ducks of Anaheim an, für die er als Assistenz-General Manager bis 1995 arbeitete, ehe er sich den Ottawa Senators anschloss, bei denen er den Posten als General Manger erhielt. Bei den Kanadiern unterschrieb er einen Fünf-Jahres-Vertrag. Parallel zu seiner Amtszeit in Ottawa betreute Gauthier die kanadische Eishockeynationalmannschaft als General Manager bei den Weltmeisterschaften 1997 und 1998 sowie zusammen mit Bob Clarke und Bob Gainey bei den Olympischen Winterspielen 1998 in Nagano.
Gauthier löste seinen Vertrag in Ottawa nach einer Formschwäche der Mannschaft 1998 nach drei Jahren vorzeitig auf und kehrte zu seinem Ex-Club nach Anaheim zurück, wo er als Präsident und General Manager bis 2002 tätig war.
Am 21. Juli 2003 wechselte Pierre Gauthier zu den Montréal Canadiens als Leiter der Scouting-Abteilung. Am 24. Juli 2006 wurde er zum Assistenz-General-Manager ernannt und führte parallel die Leitung der Scouting-Abteilung fort. Zwischen Februar 2010 und März 2012 war er General Manager der Canadiens.